# Shamil Borchashvili
Shamil Borchashvili (ur. 9 czerwca 1995) – austriacki judoka. Brązowy medalista olimpijski z Tokio 2020 w wadze półśredniej.
Brązowy medalista mistrzostw świata w 2022; uczestnik zawodów w 2019, 2021 i 2023. Startował w Pucharze Świata w latach 2018, 2019 i 2022. Brązowy medalista mistrzostw Europy w 2024, a także igrzysk europejskich w drużynie w 2019 roku.

## Letnie Igrzyska Olimpijskie 2020
| Konkurencja | Eliminacje            | Eliminacje        | Eliminacje                     | Finały                | Finały                 | Klas. końcowa |
| Konkurencja | Przeciwnik I          | Przeciwnik II     | 1/4                            | 1/2                   | o 3 miejsce            | Miejsce       |
| ----------- | --------------------- | ----------------- | ------------------------------ | --------------------- | ---------------------- | ------------- |
| 81 kg       | Anri Egutidze (POR) Z | Sagi Muki (ISR) Z | Sharofiddin Boltaboyev (UZB) Z | Sa’id Mollaji (MGL) P | Dominic Ressel (GER) Z | 3.            |